# Pilgrim (sang)
 For alternative betydninger, se Pilgrim (flertydig). (Se også artikler, som begynder med Pilgrim)
Pilgrim er en sang skrevet og sunget af Mø og produceret og komponeret af Ronni Vindahl[kilde mangler] i slutningen af 2012. Fra den 18. marts 2013 og ugen ud, var Pilgrim P3s Uundgåelige.

## Hitliste
| Hitliste (2013)               | Højeste placering |
| ----------------------------- | ----------------- |
| Danmark (Track Top-40)        | 11                |
| Danmark Airplay (Tracklisten) | 5                 |